# Учитель на заміну
«Учитель на заміну» або «Відчуження» (англ. Detachment) — американський драматичний фільм режисера Тоні Кея. Прем'єра відбулася на кінофестивалі Трайбека у 2011 році.

## Сюжет
Генрі Барт — учитель на заміну, який отримує чергове тимчасове призначення. Цього разу він повинен викладати англійську мову і літературу в «неблагополучній» школі, де звичними є нецензурна лайка і образи вчителів. Розповідь про короткий період із життя цієї школи супроводжується своєрідними інтерв'ю, в яких Барт міркує про невдячність і нерозуміння, з якими доводиться стикатися вчителям у повсякденному житті.

## В головних ролях
| Актор             | Роль                  |
| ----------------- | --------------------- |
| Едрієн Броуді     | Генрі Барт            |
| Марсія Ґей Гарден | директор Керол Дірден |
| Семі Гейл         | Еріка                 |
| Джеймс Каан       | містер Чарльз Сіболд  |
| Крістіна Гендрікс | місс Сара Медісон     |
| Люсі Лью          | доктор Доріс Паркер   |
| Браян Кренстон    | містер Річард Дірден  |
| Вільям Петерсен   | містер Сардж Кеплер   |
| Тім Блейк Нельсон | містер Вайят          |
| Блайт Даннер      | місс Перкінс          |
| Бетті Кей         | Мередіт               |
| Луіс Зоріч        | дідусь                |

## Нагороди і номінації
- 2011 — прем'єра на кінофестивалі «Трайбека».
- 2011 — нагорода критиків і приз «Відкриття» на фестивалі американського кіно в Довілі[10].
- 2011 — приз за найкраще художнє досягнення на Токійському кінофестивалі (Тоні Кей)[11].
- 2011 — приз глядацьких симпатій на кінофестивалі в Сан-Паулу[12].